# Semiothisa pacianaria
Semiothisa pacianaria är en fjärilsart som beskrevs av William Schaus 1923. Semiothisa pacianaria ingår i släktet Semiothisa och familjen mätare. Inga underarter finns listade i Catalogue of Life.